# Castigo restritivo
Castigo restritivo refere-se a uma forma de punição que envolve impor restrições ou limitações a uma criança como consequência de seu comportamento inadequado. São exemplos tradicionais de castigos restritivos: restringir a criança em um determinado local, como colocá-la em seu quarto ou impedi-la de sair de casa por um período determinado, retirar temporariamente o acesso a atividades recreativas, como assistir televisão, jogar videogame, usar o computador ou participar de passeios, retirar privilégios específicos, como não permitir que a criança participe de eventos especiais, não permitir o uso de dispositivos eletrônicos, atribuir tarefas, como limpar a casa, lavar a louça, etc.